# Gérard Bauer
Gérard Bauer (Neuchâtel, 8 juni 1907 - aldaar, 13 juli 2000) was een Zwitsers diplomaat en politicus voor de Vrijzinnig-Democratische Partij uit het kanton Neuchâtel.

## Biografie
Bauer studeerde rechten aan de Universiteit van Neuchâtel. Nadien studeerde hij politieke wetenschappen in Parijs en hoge internationale studies in Genève. Na zijn studies ging hij in 1936 aan de slag bij het Departement van Economische Zaken. Van 1937 tot 1938 was hij vervolgens werkzaam voor het Office suisse d'expansion commerciale.
Nadien was hij van 1938 tot 1945 lid van de gemeenteraad (uitvoerende macht) van zijn geboortestad Neuchâtel. Tussen 1941 en 1945 was hij lid van de Grote Raad van Neuchâtel, het kantonnale parlement.
In 1945 trad Bauer terug uit zijn politieke mandaten om een carrière in de Zwitserse diplomatie te beginnen. Zo was hij van 1945 tot 1958 aan de slag als diplomaat in Parijs, belast met economische relaties. Vanaf 1948 was hij ook de Zwitserse vertegenwoordiger bij de Europese Organisatie voor Economische Samenwerking (de voorloper van de Organisatie voor Economische Samenwerking en Ontwikkeling (OESO)) en de Europese Gemeenschap voor Kolen en Staal (de voorloper van de Europese Unie (EU)).
Hij was een broer van Eddy Bauer.

## Onderscheidingen
- Doctor honoris causa aan de Universiteit van Genève (1968)
- Doctor honoris causa aan de Universiteit van Neuchâtel (1980)

- Base de données des élites suisses: 58750
- Bibliothèque nationale de France: cb15590082r (data)
- Gemeinsame Normdatei: 118906062
- Historisch woordenboek van Zwitserland: 014828
- International Standard Name Identifier: 0000 0000 7984 4628
- Library of Congress Control Number: n90654525
- Système universitaire de documentation: 089269365
- Virtual International Authority File: 15568392
- WorldCat: E39PBJw8YwXKwyM69hPYjX8t8C